# Peosidrilus simplidentatus
Peosidrilus simplidentatus är en ringmaskart som först beskrevs av Erséus 1979.  Peosidrilus simplidentatus ingår i släktet Peosidrilus och familjen glattmaskar. Inga underarter finns listade i Catalogue of Life.